# Joseph Sokolski
Joseph Sokolski (Йосиф Соколски; Josif Sokolski) est un ecclésiastique et revivaliste bulgare. Ordonné personnellement par le pape Pie IX archevêque bulgare et apôtre des Bulgares dans la chapelle Sixtine le 2 avril 1861 avec comme co-consécrateurs Étienne Missir et Louis Eugène Regnault.

## Biographie
Joseph Sokolski fut d'abord novice au monastère de Troyan, puis abbé du monastère de Kalofer et fondateur du monastère de Sokolski en 1833. Selon Georgi Sava Rakovski, avant de devenir moine, à un jeune âge, il était haïdouk.
Après Tomos pour l'autocéphalie de l'Église de Grèce au cours de la lutte pour une Église orthodoxe bulgare indépendante, il a été décidé de rechercher une union avec Rome, car la diplomatie russe voulait réconcilier les Bulgares pour rester dans le diocèse sous le juridiction du patriarcat de Constantinople.
Dragan Tsankov a réussi à persuader Joseph Sokolski d'accepter d'être promu à la primauté bulgare et ordonné par le pape. Cela se produit en effet et se fait entendre dans toute l'Europe, ce qui exaspère la diplomatie russe, car la Russie a adopté son écriture, sa religion et sa culture de la Bulgarie au Moyen Âge.
Joseph Sokolski est revenu de Rome à Constantinople en tant qu'archevêque catholique bulgare, mais Alexis Lobanov-Rostovski a réussi à l'attirer sur un navire russe ou l'a simplement enlevé, et pour le reste de sa vie, Joseph Sokolski a vécu à Laure des Grottes de Kiev en tant que retraité russe et la seule chose qu'il était autorisé à faire était d'ordonner des prêtres en Pologne.